# João Ferreira de Araújo Pinho
Nota: Araújo Pinho redireciona para esta página; para o outro político seu parente, veja José Wanderley de Araújo Pinho

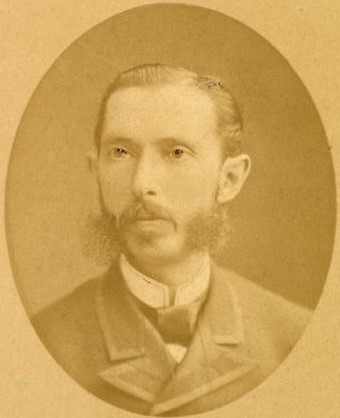
Araújo Pinho na década de 1880

João Ferreira de Araújo Pinho (Santo Amaro, 19 de junho de 1851 — Salvador, 23 de julho de 1917) foi um político brasileiro.

## Biografia
Era filho de Filipe Ferreira de Araújo Pinho e Maria Joaquina de Azevedo de Araújo Pinho. Formou-se na Faculdade de Direito do Recife em 1871. No ano seguinte foi nomeado promotor de sua cidade natal, exercendo o cargo até 1874, quando decidiu seguir a carreira política.
Filiado ao Partido Conservador, foi eleito deputado provincial, ocupando o cargo de secretário no governo de Venâncio José de Oliveira Lisboa (1874 — 1875).
Foi presidente da província de Sergipe, de 24 de fevereiro de 1876 a 10 de janeiro de 1877.
Proclamada a república, militou no Partido Nacional e foi um dos candidatos para a junta governativa que pretendia assumir o poder com a deposição de José Gonçalves da Silva em 1891.
Em 1903, no Partido Republicano da Bahia, foi eleito senador estadual. Renunciou ao mandato para assumir a presidência do Banco de Crédito da Lavoura da Bahia, em 1905, na gestão de José Marcelino de Sousa, de onde saiu candidato ao Governo do Estado.

## Governo da Bahia
Eleito, tomou posse no dia 28 de janeiro de 1908, sob o slogan "menos política e mais administração". Apesar disto, as acirradas disputas políticas tumultuaram seu governo, culminando com a renúncia, às vésperas da eleição. Enfrentara a candidatura de Ruy Barbosa à presidência da República, e de J. J. Seabra ao governo. Da crise gerada com sua renúncia restou o episódio trágico do bombardeio da capital baiana, em 1912.
Construiu o edifício do Instituto de Bacteriologia, atual Oswaldo Cruz, construiu um pavilhão para o Ginásio da Bahia, outro para o Asilo João de Deus. Criou o gabinete de identificação do Estado, estimulou e amparou o ensino agrícola e cuidou da conservação da via férrea. Reformou o Palácio das Mercês, transformando-o em residência oficial do governador.
Também em seu governo ocorreu o movimento paredista dos funcionários da estrada de ferro Bahia (Salvador) - Juazeiro.
Renunciou o mandato em 22 de dezembro de 1911, às vésperas da eleição para a escolha do seu sucessor, como estratégia visando à derrota dos adversários.